# 11월 15일
11월 15일은 그레고리력으로 319번째(윤년일 경우 320번째) 날에 해당한다.

## 사건
- 1855년 - 1855년 만국 박람회가 끝났다.
- 1889년 - 브라질에서 제정이 종식되어, 브라질 합중국의 성립.
- 1945년 - 베네수엘라, 유엔 가입.
- 1955년 - 자민당이 창당됐다.
- 1974년 - 유엔군 측은 판문점 비무장지대에서 제1땅굴을 발견했다고 발표하였다.
- 2003년 - 이스탄불의 시나고그를 목표로 한 두 차례의 차량 폭탄 테러로 23명(그중 6명은 유태인)이 사망하고 300여 명이 부상하다.
- 2005년
  - 서울중앙지검 국가정보원 도청 수사팀은 전직 국정원장 임동원씨와 신건씨에 대한 구속영장을 신청했다. 구속영장 내용에 따르면, 국정원 과학보안국은 김대중 대통령 시절 국내 주요인사들의 휴대전화 1800여개 번호에 대해 감청한 것으로 알려졌다. 서울중앙지법은 검찰이 청구한 구속영장을 발부했다. 검찰은 두 전 국정원장을 구치소에 구속 수감했다.
  - 한국철도공사의 러시아 유전개발사업 관련 의혹을 수사한 특별검사팀이 수사를 마무리 했다. 특검팀은 사건의 핵심 인물인 허문석이 국내에 없기 때문에 검찰에서 수사한 내용 이외에 추가 의혹을 밝혀낼 수 없었다고 밝혔다.
- 2012년
  - 블랙이글스에서 사고로 조종사 한 명이 순직하였다.
  - 중화인민공화국 공산당 제18기 제1차 당대회에서 시진핑이 중앙위원회 총서기, 중앙군사위 주석으로 호명되었다.
- 2014년
  - 필리핀항공 소속 A321여객기가 PAL438편으로 일본 주부 국제공항로 향하던 중 엔진에서 화염이 발생해 니노이 아키노 국제공항으로 회항하였다. 승객과 승무원 146명은 전원 무사하였다.
  - 인도네시아 동부 몰루카 제도 해저에서 규모 7.3의 강진이 발생하였으나 부상자 등 인명 피해는 없었다.
  - 전라남도 담양군 한 펜션 바비큐장에서 불이 나 5명이 사망하고 6명이 부상당하였다.
- 2017년 - 경상북도 포항시 북쪽 9 km 지점에서 5.4의 지진이 발생해 128명이 부상을 입었고 이 지진의 여파로 다음 날인 11월 16일에 치러질 예정이었던 2018학년도 대학수학능력시험이 일주일 연기되었다.
- 2022년 - 유엔은 세계 인구가 80억 명에 이르렀다고 발표했다.

## 문화
- 1972년 - KBS 부산방송국 텔레비전 자체 방송 실시.
- 1989년 - 올림픽대교가 개통됐다.
- 1995년 - 서울 지하철 5호선 왕십리 - 상일동 구간 개통.
- 2007년 - 대한민국 해군 제3함대 사령부 61년만에 목포로 이전.
- 2020년 - 대한항공이 아시아나항공을 인수하는 것이 공식 확정되었다.

## 탄생
- 1414년 - 조선의 제5대 국왕 문종. (~1452년)
- 1480년 - 독일의 기사 괴츠 폰 베를리힝엔. (~1562년)
- 1498년 - 합스부르크가의 일원 오스트리아의 엘레오노. (~1558년)
- 1670년 - 영국의 경제학자 버나드 맨더빌. (~1733년)
- 1708년 - 영국의 수상 윌리엄 피트. (~1778년)
- 1738년 - 독일 태생의 영국 천문학자 윌리엄 허셜. (~1822년)
- 1784년 - 베스트팔렌의 왕국 국왕 제롬 보나파르트. (~1860년)
- 1862년 - 조선과 일제강점기, 대한민국의 정치인 이규완. (~1946년)
- 1875년 - 노르웨이의 교사, 정치인 이사크 사바. (~1921년)
- 1891년 - 독일의 군인 에르빈 롬멜. (~1944년)
- 1895년 - 러시아 제국의 마지막 황녀 올가 로마노바. (~1918년)
- 1907년 - 독일의 군인 클라우스 폰 슈타우펜베르크. (~1944년)
- 1912년 - 대한제국의 황족 이우. (~1945년)
- 1918년 - 아르헨티나의 축구 선수 아돌포 페데르네라. (~1995년)
- 1920년
  - 대한민국의 수필가 김태길. (~2009년)
  - 미국의 경제학자 더글러스 노스. (~2015년)
- 1921년 - 대한민국의 극작가, 대중음악 작사가 유호. (~2019년)
- 1924년 - 대한민국의 극작가 차범석. (~2006년)
- 1925년 - 미국의 정치인 하워드 베이커 주니어. (~2014년)
- 1930년 - 대한민국의 정치인 이광표. (~2021년)
- 1931년
  - 대한민국의 미술가 박서보. (~2023년)
  - 대한민국의 승려 범호. (~?)
- 1934년
  - 대한민국의 국어학자 박용수. (~2022년)
  - 대한민국의 정치인 정정훈.
- 1935년
  - 조선민주주의인민공화국의 화가 리경찬.
  - 일본의 성우, 배우, 연출가 키모츠키 카네타.
- 1940년
  - 미국의 배우 샘 워터스턴.
  - 이탈리아의 패션디자이너 로베르토 카발리. (~2024년)
  - 덴마크의 배우 울프 필고르. (~2024년)
- 1941년 - 대한민국의 만화가 김삼. (~2021년)
- 1942년 - 아르헨티나의 음악인 다니엘 바렌보임.
- 1945년 - 대한민국의 희극인 이상해.
- 1947년 - 미국의 정치인 빌 리처드슨. (~2023년)
- 1948년
  - 대한민국의 정치인 강운태.
  - 대한민국의 관료, 금융인, 기업인 방영민.
- 1949년 - 대한민국의 배우 강인덕.
- 1951년 - 대한민국의 정치인 정몽준.
- 1952년 - 미국의 프로레슬러 랜디 새비지. (~2011년)
- 1954년
  - 독일의 전 축구 선수이자 전 대한민국 축구 국가대표팀의 감독 울리 슈틸리케.
  - 대한민국의 영부인 김정숙.
  - 대한민국의 성우 윤기황.
  - 폴란드의 대통령 알렉산데르 크바시니에프스키.
- 1957년
  - 대한민국의 배우 김홍석. (~2020년)
  - 대한민국의 바둑 기사 김수장.
  - 대한민국의 성우 임성표.
  - 키르기스스탄의 한국계 군인 보리스 유가이.
- 1958년 - 러시아 정치인 올레크 치르쿠노프.
- 1959년 - 대한민국의 배우 나재균.
- 1960년 - 대한민국의 MC 겸 가수 이승운 (~2009년)
- 1961년 - 대한민국의 사회복지단체인, 정치인 양금희.
- 1963년
  - 대한민국의 배우 이정성.
  - 일본의 축구 선수 사노 도루.
- 1965년
  - 대한민국의 배우 김뢰하.
  - 대한민국의 정치인 김현.
  - 불가리아의 레슬링 선수 라흐마트 소피아디.
  - 일본의 애니메이터, 디자이너 마츠바라 히데노리.
- 1966년 - 오스트레일리아의 소설가 리안 모리아티.
- 1967년 - 프랑스의 영화감독 프랑수아 오종.
- 1968년
  - 대한민국의 희극인 홍기훈.
  - 일본의 소설가 후쿠이 하루토시.
- 1971년
  - 대한민국의 가수 김C (뜨거운 감자).
  - 대한민국의 전 야구 선수 최한림.
  - 대한민국의 제7·8·9대 경기도의원 정기열.
  - 미국의 전 야구 선수 라이언 잭슨.
- 1972년
  - 대한민국의 농구 선수 전주원.
  - 대한민국의 성우 이현진.
- 1973년 - 우즈베키스탄의 권투 선수 무함맛카디르 아브둘라예프.
- 1974년
  - 포르투갈의 축구 선수 세르지우 콘세이상.
  - 대한민국의 작곡가, 디스크자키 DJ 클래지.
  - 캐나다의 싱어송라이터 채드 크로거.
- 1975년
  - 중화인민공화국의 전 레슬링 선수 성쩌톈.
  - 캐나다의 배우, 영화 감독 조엘 고든.
- 1976년 - 대한민국의 PD 허인범.
- 1977년 - 대한민국의 아나운서 박태원.
- 1978년 - 대한민국의 작가, 소설가 조남주.
- 1979년
  - 대한민국의 아나운서 김진희.
  - 대한민국의 전 야구 선수 김일엽.
  - 대한민국의 전 야구 선수 이동현.
- 1980년 - 대한민국의 가수 임윤택 (울랄라 세션). (~2013년)
- 1981년 - 대한민국의 전 축구 선수 문민귀.
- 1982년 - 대한민국의 배우 차용학.
- 1983년
  - 네덜란드의 축구 선수 욘 헤이팅아.
  - 대한민국의 가수 니나.
- 1984년
  - 대한민국의 희극인 허안나.
  - 영국의 모델, 배우 제마 앳킨슨.
  - 대한민국의 미스코리아 박시원.
- 1985년 - 대한민국의 가수, 싱어송라이터, 국악인, 유튜버 권미희.
- 1986년
  - 네덜란드의 축구 선수 아눅 데커르.
  - 토바고의 배우 윈스턴 듀크.
- 1987년
  - 대한민국의 기타리스트 이진주.
  - 폴란드의 역도 선수 아르센 카사비예프.
- 1988년
  - 대한민국의 배우 박야성.
  - 미국의 가수, 래퍼 B.o.B.
- 1990년
  - 일본의 배우 혼고 카나타.
  - 일본의 가수 야자와 에리카.
  - 대한민국의 축구 선수 김성주.
- 1991년
  - 미국의 배우 셰일린 우들리.
  - 대한민국의 희극인 송필근.
- 1992년
  - 일본의 가수, 배우 미네기시 미나미 (AKB48).
  - 덴마크의 축구 선수 페르닐레 하르데르.
  - 미국의 야구 선수 트레버 스토리.
- 1993년
  - 일본의 모델 이리에 사아야.
  - 벨라루스의 전 리듬체조 선수 멜리치나 스타뉴타.
  - 아르헨티나의 축구 선수 파울로 디발라.
- 1994년 - 대한민국의 가수 민표.
- 1995년 - 대한민국의 배우 박지예.
- 1996년
  - 대한민국의 축구 선수 김민재.
  - 일본의 축구 선수 시미즈 리사.
- 1997년 - 우크라이나의 축구 선수 빅토르 치한코우.
- 1998년 - 일본의 골프 선수 시부노 히나코.
- 1999년
  - 대한민국의 리그 오브 레전즈 프로게이머 박성호.
  - 일본의 성우 토미타 미유.
- 2000년
  - 대한민국의 가수 현진 (이달의 소녀).
  - 대한민국의 래퍼 양승호.
  - 대한민국의 래퍼 소코도모.
- 2004년 - 대한민국의 래퍼 폴로다레드.

## 사망
- 1549년 - 조선의 제14대 선조의 조모 창빈 안씨. (1499년~)
- 1630년 - 독일의 천문학자 요하네스 케플러. (1571년~)
- 1787년 - 독일의 고전시대 음악가 크리스토프 빌리발트 글루크. (1714년~)
- 1886년 - 영국의 장교 윌리엄 C. 아서. (1830년~)
- 1908년 - 청나라 말기의 섭정 황태비이자 실권자, 서태후. (1835년~)
- 1916년 - 폴란드의 소설가 헨리크 시엔키에비치. (1846년~)
- 1949년 - 인도의 간디 암살자 나투람 고드세. (1910년~)
- 1988년 - 대한민국의 아동문학가 윤극영. (1903년~)
- 1994년 - 구 소련의 정치인 블라디미르 이바시코. (1932년~)
- 2002년 - 대한민국의 육상 선수 손기정. (1912년~)
- 2007년 - 대한민국의 기업인이자 대한극장 설립자, 정치인 국쾌남. (1922년~)
- 2009년 - 우크라이나의 권투 선수 안드리 페드추크. (1980년~)
- 2008년 - 대한민국의 성우 최병상. (1957년~)
- 2016년 - 조선민주주의인민공화국의 정치인 변영립. (1929년~)
- 2019년 - 미국의 육상 선수 해리슨 딜러드. (1923년~)
- 2020년 - 인도의 영화배우 수미트라 차터지. (1935년~)
- 2021년 - 대한민국의 신학자 김인환. (1946년~)
- 2022년 - 일본의 평론가 가세 히데아키. (1936년~)
- 2023년 - 일본의 작가 이케다 다이사쿠. (1928년~)
- 2024년 - 일본의 황족 다카히토 친왕비 유리코. (1923년~)

## 기념일
- 시치고산(七五三, しちごさん): 일본

## 같이 보기
- 전날: 11월 14일 다음날: 11월 16일 - 전달: 10월 15일 다음달: 12월 15일
- 음력: 11월 15일
- 모두 보기